# Ludwig Ewers
Ludwig Ewers (* 29. Oktober 1870 in Lübeck; † 24. Januar 1946 in Hamburg) war ein deutscher Journalist, Redakteur und Schriftsteller.

## Leben

### Herkunft
Ewers war der Sohn des Kaufmanns und Fabrikbesitzers Friedrich Ewers, und seiner ersten Ehefrau Therese, einer geborenen „von Großheim“. Er war Bruder von Eduard Friedrich Ewers und Halbbruder des Politikers Hans Ewers.

### Laufbahn

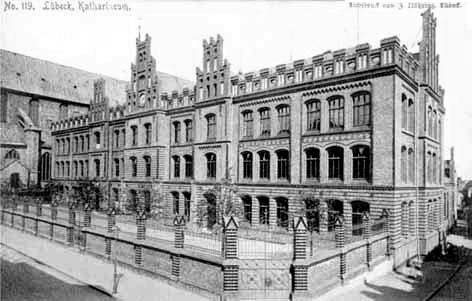
Katharineum zu Lübeck

Ewers besuchte zunächst die von seinem Urgroßvater Carl Friedrich Christian von Großheim begründete Realschule und ab Ostern 1880 das Katharineum in Lübeck. Er wurde 1890 von seinem Vater von der Lehranstalt genommen, um bei der Dittmer’schen Buchhandlung eine Ausbildung zum Buchhändler zu absolvieren. Im Herbst des Jahres wurden Gedichte von ihm in Zeitschriften und Anthologien veröffentlicht und im Herbst 1892 erschien seine Übersetzung einer Versdichtung von Paul Bourget in der Zeitschrift Die Gegenwart. Er brach die Ausbildung vor ihrem Abschluss ab, ähnlich wie sein fast gleichaltriger Freund Heinrich Mann. Ab 1892 studierte er stattdessen Ästhetik, Geschichte, Literaturgeschichte und Nationalökonomie in Berlin.  Im Jahr 1895 wandte er sich auf Anraten Ida Boy-Eds dem Journalismus zu und arbeitete als Journalist. Er war von 1896 bis 1897 zunächst als Redakteur bei der Anhaltischen Zeitung in Dessau, danach bis 1901 als 2. Redakteur bei der Bonner Zeitung tätig. 1901 bis 1902 arbeitete er bei der Frankfurter Oderzeitung, anschließend 1902 bei den Leipziger Neuesten Nachrichten und ab 1903 bei der Königsberger Allgemeinen, bevor er 1913 als politischer Redakteur bei den Hamburger Nachrichten begann und 1937 als Schriftleiter pensioniert wurde. Mit Heinrich Mann stand er bis 1913 in regem Briefkontakt.
1926 veröffentlichte er den Roman „Die Großvaterstadt“. Neben „Unvergessenes“ von Minna Rüdiger gehört „Die Großvaterstadt“ heute zu den drei Lübeck-Romanen und ist nach den „Buddenbrooks“ Thomas Manns der erfolgreichste. Nach dessen Emigration in die Schweiz wurde der Roman nochmals gefördert und in leicht gekürzter Fassung neu aufgelegt. Das Manuskript zur Fortsetzung des Romanes liegt im Archiv der Hansestadt Lübeck, wurde aber nicht veröffentlicht. 
Im ersten Nachkriegswinter herrschte Hunger und die Presselandschaft war so verwüstet wie die Stadt selbst. Als Ewers Anfang 1946 in Wandsbek verstarb, wurde keine Notiz zu dessen Tod publiziert. 1926 schrieb Ida Boy-Ed in den Lübeckischen Blättern in einer Rezension zu seinem Roman „Die Großvaterstadt“, was auch als Nachruf hätte dienen können: „Er wurde nie müde, Licht und Schatten vergangener Tage zu beschwören.“

### Familie
Ewers heiratete am 10. August 1901 Elfriede Emma (geboren in Lüben), Tochter des Direktors der Städtischen Gas-, Elektrizitäts- und Wasserwerke in Bonn Hermann Söhren.  Sie wurden Eltern einer Tochter.

### Die Großvaterstadt

Werbeanzeige (1854)

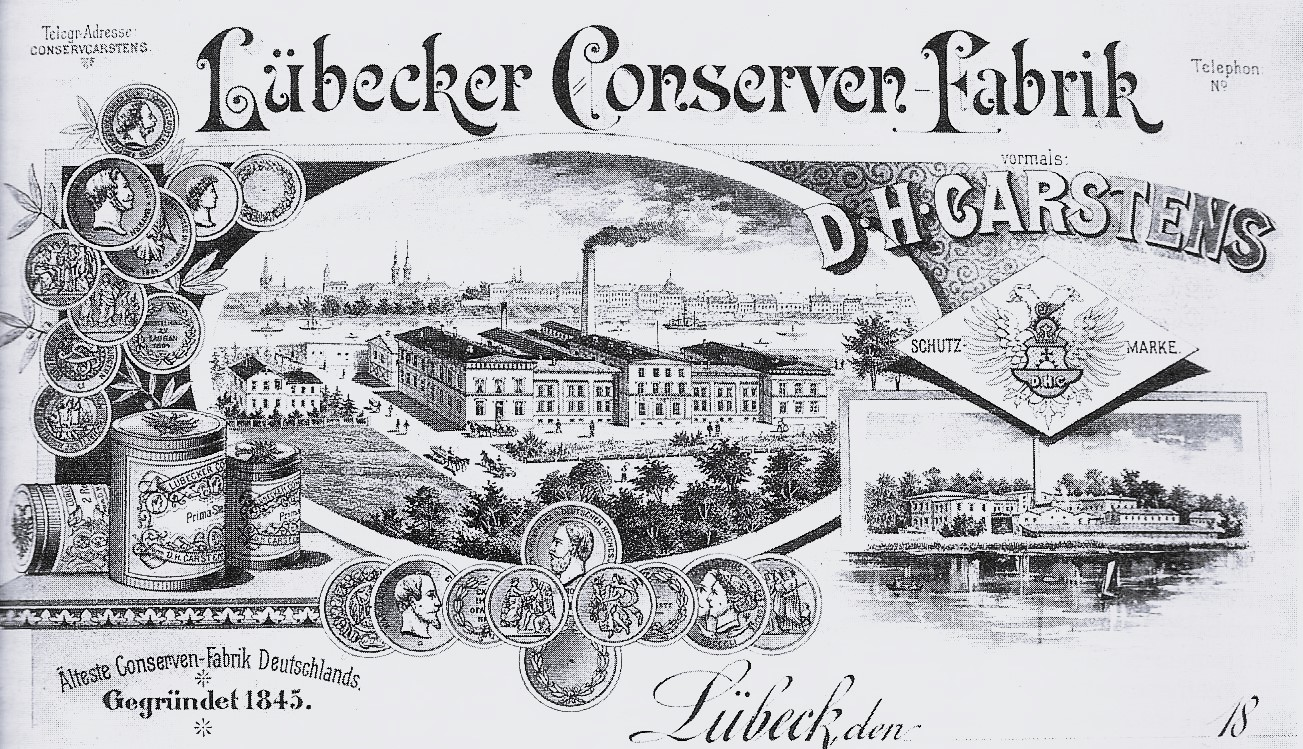
Briefkopf (1898)

Es wird um den Erhalt des Holstentores gestritten und dabei auf die lübische Deutung der am Tor befindlichen Buchstaben S.P.Q.L. eingegangen. Der Leser erlebt den Bau des ersten Bahnhofes von der ersten Reaktion des Prinzipals des Katharineums auf die dänische Zustimmung zu deren Bau bis zur ersten Fahrt des Zuges.
Porträtähnlich handeln hier einstmals bedeutende Personen der Stadt, so z. B. als Fritz Normann, einer der beiden Protagonisten Friedrich Ewers, Daniel Heinrich Carstens (D. H. Asmuß) – den Vater der ersten Konservenfabrik, Georg Goßmann (Gustav Griepenkerl), Heinrich Schunck (Jürgen Kruth) als der andere Protagonist. Wilhelm Jensen (Axel Feddersen), der von Schunck und Goßmann gefördert wurde, macht seine ersten dichterischen Schritte.
Die Revolution von 1848 in Lübeck, während der das Lübecker Militär es vorzog, nicht einzugreifen, als der Senat vor der Volksmasse floh. Senator Buddenbrook schlüpfte in die Rolle eines Senatsmitglieds, während sich Fritz am Aufstand beteiligte. Infolge jenes Ereignisses besetzte das Mecklenburger Militär zeitweise die Stadt.
Die Kaufmannsausbildung wird geschildert: Die fünfjährige, sechstägige, oft bis zu siebzehn Stunden andauernde Mühsal der Ausbildung. Es wird ein Sortiment gewandelt, ein Geschäftszweig wird neu gegründet, ein anderer macht Bankrott, Lagerwirtschaft, Buchhaltung (z. B. Privatentnahmen), ungesetzliche Mitarbeiterbereicherung, die Ankunft der Dampfschifffahrt in Lübeck, Bugsierschiffahrt, der Burnout.
Die Stadt wird den Lübeckern von Ortsfremden erklärt, indem sie sie durch das Fredenhagen-Zimmer oder die Marienkirche führen. Die Nadelöhre des alten Holsten- oder Mühlentores treten auf, für Neuigkeiten in der Stadt war – bis Ende des Ersten Weltkriegs – die Börse zuständig, der 1904 abgerissene Dammansturm ist neben dem Tivoli noch ein Treffpunkt der Hansestädter, die Schilderung des Weihnachtsmarktes oder von Brockmöllers (Sootmöllers) Weinstube, das v. Großheimsche (v. Hohensteinsche) wie das Assmussche Haus sind häufige Handlungsorte des Buches.
Wiederkehrende Themen sind Kuppelei und Heiratsanbahnung. So ist Kruth, ehe er sich versieht, verheiratet. Nachdem seine Frau während der Pest starb, versucht man ihn mit einer Schauspielerin zu verbandeln – deren Vollendung jedoch in letzter Sekunde daran scheitert, dass er sich weigert, ins Theater zu gehen. Der ehemals in der Stadt befehlshabende Mecklenburger Offizier tritt an seine Stelle. Normann soll eine Lehrerin ehelichen, was bis zuletzt nicht gelingt.
Ida Boy-Ed nannte das Buch mit viel lübeckischer Geschichte und Geschichten aus der Zeit der Großväter in ihrer Buchbesprechung in den Lübeckischen Blättern „ein Werk von kulturhistorischem Wert für Lübeck“. Ewers habe mit künstlerischer Gewissenhaftigkeit alles Geschehen in der Hansestadt stets mit dem Hintergrund des Weltgeschehens, wie dem Kronstädter Hafen im Krimkrieg, in organischen Zusammenhang gebracht.

## Einflüsse
Herrmann Genzken (1856–1932), der Klassen- und Deutschlehrer von Ewers in der Quinta und Untertertia auf dem Katharineum, brachte ihm Sprache und Literatur nahe. Thomas Mann, der ebenfalls Schüler am Katharineum war, ließ hingegen kein gutes Haar an dem Pädagogen, der als Vorlage für Dr. Goldener in den Buddenbrooks diente.
Von 1889 bis 1913 entwickelte sich zwischen Ewers und Heinrich Mann eine enge Jugendfreundschaft, die mit der Zeit abkühlte. Sie sandten sich zahlreiche Briefe. Die von Mann sind erhalten und wurden 1980 von Ernst Hauswedell im Aufbau Verlag veröffentlicht; das Nachwort von Ulrich Dietzel konzentriert sich vor allem auf Heinrich Mann. Als Ewers’ erste Romane herauskamen, gehörte Heinrich Mann zu den schärfsten Kritikern. 1904 riet ihm Heinrich Mann für sein literarisches Schaffen: „Bleibe bei der Wasserkante! Du kennst sie so gut und besser als die, die heute mit Heimatkunst berühmt und reich werden. Benutze die Konjunktur: Führe die Berliner höchstens als Badegäste ein und halte Dich im übrigen an Travemünde und Umgebung.“

## Publikationen (Auswahl)
- Am Mühlenteich. (Gedicht) In: Michael Georg Conrad (Hrsg.): Die Gesellschaft. München 1890.
- Lübeck. In: Moderne Kunst: illustrierte Zeitschrift. Band 9. Richard Bong, Berlin 1895, S. 212–216 (digi.ub.uni-heidelberg.de).
- Kinderaugen. (Skizzen von Ludwig Ewers) In: Lübeckische Blätter. 39. Jahrgang, Nr. 1 vom 3. Februar 1897.
- Seetang Skizzen und Novellen. Baumann, Dessau 1904.
- Frau Ingeborgs Liebesgarten – Ein rheinischer Roman. Schmidt, München 1912 (Um eine Kritik gebeten, beurteilte Thomas Mann den Roman in einem Brief vom 29. Januar 1913 wohlwollend.).
- Geschichten aus der Krone. Hugo Schmidt, München 1913 (Novellensammlung zu dem im Vorjahr erschienenen Roman).
- Durch Belgien zur Westfront. Hermann’s Erben, Hamburg 1915 (Sammlung von Wehrmachtberichten).
- Die Großvaterstadt. Hugo Schmidt, München 1926 (Digitalisat im Stadtarchiv Lübeck).